# Spitfire Audio

Логотип на Facebook

Spitfire Audio — англійська технологічна компанія, що базується в Лондоні, яка створює віртуальні бібліотеки семплів інструментів, які використовуються для виробництва музики. Компанія була заснована в 2007 році професійними композиторами Крістіаном Хенсоном і Полом Томсоном. 

## Продукти
Спочатку Хенсон і Томсон зробили свої бібліотеки семплів доступними лише для колег, але виявивши, що ринок семплів збільшився, у 2007 році заснували Spitfire Audio.
Віртуальні інструменти Spitfire Audio, що записані професійними артистами у визнаних студіях звукозапису, роблять доступними записи кожної ноти, виконаної різними способами з використанням кількох позицій мікрофона. Композитори та музиканти можуть грати на віртуальному інструменті використовуючи цифрову звукову робочу станцію через MIDI, щоб створювати нову музику.
Деякі продукти Spitire Audio використовують власний інтерфейс Spitfire, тоді як інші використовують систему Native Instruments Kontakt . В ціну придбання продуктів Spitfire Audio входить право використовувати створену в комерційних цілях музику без додаткової оплати, при цьому оригінальні виконавці отримують як початковий внесок, так і подальші роялті від Spitfire Audio.
Сесії запису для бібліотек семплів компанії проводяться в комерційних студіях, таких як AIR Lyndhurst у Хемпстеді та Abbey Road Studios у Сент-Джонс-Вуді . Аналогічно, записи симфонічного оркестру BBC від Spitfire Audio були зроблені на базі оркестру в Maida Vale Studios BBC. Компанія також керує власною студією звукозапису у своєму приміщенні в Tileyard London.
На додаток до прямого запису окремих інструментів і груп, Spitfire співпрацювала з відомим кінокомпозитором Гансом Циммером, барабанщиком Red Hot Chili Peppers Чедом Смітом, Олафуром Арнальдсом, Роджером Тейлором з Queen, Еріком Вітакром, гітаристом Лео Абрахамсом і посмертно з дослідником і музикантом Девідом Феншоу, створюючи змішані аудіопродукти для телебачення та кіно. Поряд з роздрібною продукцією компанії, вона також періодично випускає безкоштовні продукти під брендом "LABS".

## Pianobook
У День фортепіано у 2018 році Хенсон запустив веб-сайт і канал на YouTube під назвою Pianobook. Канал, яким керує невелика група волонтерів, присвячений безкоштовному створенню та обміну семплами інструментів. Станом на квітень 2021 року через YouTube-канал Pianobook було випущено понад 500 "інструментів".

## SA Recordings
Компанія керує власним звукозаписним лейблом SARecordings , щоб пропонувати записи з використанням продуктів Spitfire Audio від окремих композиторів, таких як третій студійний альбом 3 Алева Ленца, який був першим релізом лейбла. Крім того, Spitfire Audio оголосила про плани щодо серії унікальних бібліотек семплів, які будуть випущені разом із альбомами їхніх виконавців.